# Strzelectwo na Letniej Uniwersjadzie 2007 – pistolet pneumatyczny 10 metrów kobiet indywidualnie
Zawody strzeleckie w konkurencji "pistolet pneumatyczny 10 metrów kobiet indywidualnie" odbyły się 10 sierpnia na obiekcie Shooting Range w Bangkoku.
Złoto wywalczyła Sarao Harveen. Srebro zdobyła Ołena Kostewycz. 

## Finał
| Rk. | Kraj | Zawodnik             | Punkty |
| 1   | IND  | Sarao Harveen        | 486.1  |
| 2   | UKR  | Ołena Kostewycz      | 483.5  |
| 3   | RUS  | Kira Mozgałowa       | 481.8  |
| 4   | BLR  | Wiktorija Czajka     | 481.4  |
| 5   | UKR  | Inna Kriaczenko      | 479.5  |
| 6   | UKR  | Julija Korostyłowa   | 479.0  |
| 7   | KOR  | So Youn-in           | 477.4  |
| 8   | MNG  | Munkhzul Tsogbadrakh | 476.9  |